# Unfrosted : L'Épopée de la Pop-Tart
Pour plus de détails, voir Fiche technique et Distribution.
Unfrosted : L'Épopée de la Pop-Tart (Unfrosted) est un film américain réalisé par Jerry Seinfeld et sorti en 2024. Premier long métrage réalisé par l'humoriste, il est diffusé sur Netflix. Il revient de manière humoristique sur la rivalité entre les entreprises Kellogg's et Post dans les années 1960.

## Synopsis

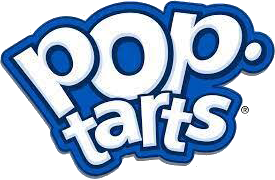
logo des Pop-Tart de Kellogg's

Dans le Michigan en 1963, les entreprises Kellogg's et Post — alors spécialisées dans les céréales de petit déjeuner — se mènent une “guerre” pour lancer un tout nouveau produit pour moderniser le petit déjeuner, la Pop-Tart.

## Fiche technique
Sauf indication contraire, les informations mentionnées dans cette section peuvent être confirmées par la base de données cinématographiques IMDb,  présente dans la section « Liens externes ».
- Titre original : Unfrosted
- Titre français : Unfrosted : L'Épopée de la Pop-Tart
- Réalisation : Jerry Seinfeld
- Scénario : Jerry Seinfeld, Spike Feresten, Andy Robin et Barry Marder
- Musique : Christophe Beck
- Décors : Clayton Hartley
- Costumes : Susan Matheson
- Photographie : Bill Pope
- Montage : Evan Henke
- Production : Beau Bauman, Spike Feresten et Jerry Seinfeld

Producteurs délégués : Barry Marder, Cherylanne Martin et Andy Robin
- Société de production : Columbus 81 Productions
- Société de distribution : Netflix
- Budget : N/A
- Pays de production :  États-Unis
- Langue originale : anglais
- Format : couleur
- Genre : comédie historique
- Durée : 93 minutes
- Date de sortie[1] : 3 mai 2024 (sur Netflix)
- Classification[2] :
  - États-Unis : PG-13

## Distribution
- Jerry Seinfeld (VF : Philippe Bozo) : Bob Cabana / Teen Ravioli (voix)
- Melissa McCarthy (VF : Véronique Alycia) : Donna Stankowski
- Jim Gaffigan (VF : Gérard Darier) : Edsel Kellogg III
- Hugh Grant (VF : Thibault de Montalembert) : Thurl Ravenscroft
- Amy Schumer (VF : Aurore Bonjour) : Marjorie Post
- Max Greenfield (VF : Sébastien Desjours) : Rick Ludwin
- Peter Dinklage (VF : Constantin Pappas) : Harry Friendly
- Christian Slater (VF : Damien Boisseau) : Mike Diamond
- Bill Burr (VF : Nicolas Marié) : John Fitzgerald Kennedy
- Dan Levy : Andy Warhol
- James Marsden (VF : Pascal Nowak) : Jack LaLanne
- Jack McBrayer (VF : Denis Laustriat) : Steve Schwinn
- Thomas Lennon (VF : Laurent Morteau) : Harold von Braunhut
- Bobby Moynihan : Chef Boyardee
- Adrian Martinez (VF : Frédéric Souterelle) : Tom Carvel
- Sarah Cooper (VF : Juliette Poissonnier) : Frances « Poppy » Northcutt
- Tony Hale (VF : Christophe Desmottes) : Eddie Mink
- Felix Solis (VF : Jean-Marc Charrier) : El Sucre
- Maria Bakalova : Rada Adzhubey
- Dean Norris : Nikita Khrouchtchev
- Beck Bennett : Barney Stein
- Cedric the Entertainer (VF : Thierry Desroses) : Stu Smiley
- Fred Armisen (VF : Éric Legrand) : Mike Puntz
- John Slattery (VF : Éric Legrand) et Jon Hamm (VF : Bruno Choël) : les publicitaires
- Aparna Nancherla : Purvis Pendleton
- Andy Daly (VF : Swan Demarsan) : Isaiah Lamb
- Sarah Burns : Mme Schwinn
- Rachael Harris : Anna Cabana
- Cedric Yarbrough : Toucan Sam
- Jeff Lewis : Big Yella
- Ronny Chieng : Chuck
- George Wallace : Lloyd
- Spike Feresten : Newborn Ravioli (voix)

Version française dirigée par Danièle Bachelet au studio Dubbing Brothers, d'après une adaptation des dialogues de Garance Merley.
 Source et légende : version française (VF) sur RS Doublage et carton du doublage français.

## Production

### Genèse et développement
En juin 2021, il est annoncé que Netflix a acquis les droits d'un film produit, coécrit, interprété et réalisé par l'humoriste Jerry Seinfeld. Ce film raconte de manière humoristique la création de la Pop-Tart.
En février 2022, la production obtient un crédit d'impôt de l’État de Californie.

### Attribution des rôles
En juin 2022, Melissa McCarthy, Jim Gaffigan, Amy Schumer, Hugh Grant, ou encore James Marsden sont annoncés devant la caméra. En août 2022, Maria Bakalova est annoncée pour un caméo. En février 2024, la présence de Bill Burr et Dan Levy est révélée.

### Tournage
Le tournage débute le 25 mai 2022 à Los Angeles et se déroule jusqu'en juillet de la même année. Quelques scènes sont tournées à l'Université de Californie à Irvine,.

## Sortie et accueil
En novembre 2022, Jerry Seinfeld déclare dans la presse que les dirigeants de Netflix vont voir le montage final du film pour la première fois et que la sortie est prévue début 2023. Le film sera finalement diffusé à partir du 3 mai 2024.
François Lévesque dans Le Devoir dit que le film manque de rires, « une comédie «passée date. » La Libre Belgique trouve le film « totalement loufoque (mais assez raté)», malgré un casting impressionnant.
Choix des critiques du New York Times, le qualifiant d'un film « dont l'ingrédient principal est le sarcasme à haute teneur en fructose. »